# Mardala
Le mardala  (odia : ମର୍ଦ୍ଦଳ, ororor) est un instrument de percussion classique originaire de l'État indien d'Odisha, traditionnellement utilisé comme accompagnement principal dans la musique classique d'odissi,,. L'instrument est légèrement différent des autres instruments (comme Madal, Mridangam, etc.) qui pourraient avoir des noms similaires dans le sous-continent indien en raison de sa construction unique, de ses caractéristiques acoustiques et de sa technique de jeu traditionnelle.
Le mardala est utilisé dans un large éventail de formes d'art traditionnelles d'Odisha, notamment le Gotipua, le Mahari, la danse odissi, le Bhagabata Tungi, le Sakhi Nata, le Prahallada Nataka, Ramalila, Krusnalila, Rama Nataka, Sahi Jata, Medha Nacha, Bharata Lila, Bhutakeli Nata, Odisi Kirtana et plus encore,.

## Histoire
Les musicologues d'Odishan ont mentionné dans des traités anciens quatre types distincts d'instruments ou vadyas : tat ou instruments à cordes, susira ou instruments à vent, anaddha ou instruments en cuir / tambours et enfin ghana ou instruments métalliques.
Le temple Jagannatha de Puri a depuis des siècles un servant du Mardala. C'était connu sous le nom de « Madeli Seba » et le percussionniste était rituellement initié dans le temple par le souverain Gajapati, le mardala était autrefois l'instrument d'accompagnement de la danse Mahari, l'ancêtre de la danse odissi actuelle, l'une des principales formes de danse classique de l'Inde.
Dans des centaines de temples Kalingan à travers l'État d'Odisha, y compris des sanctuaires célèbres tels que Mukteswara et Konarka, le mardala occupe une place importante, généralement dans une niche d'un alasakanya jouant de l'instrument. Il existe une pose appelée mardalika reproduisant la même position dans la danse odissi.
Tous les bois ne conviennent pas à la construction du mardala. Selon les traités, le mardala idéal est fait de khadira (khaira) ou de bois d'Acacia catechu, le bois de raktachandana est également très apprécié en raison de sa profonde résonance. D'autres bois tels que le nimba, le mahalimba et le gambhari sont également utilisés. Un instrument fabriqué à partir des bois susmentionnés est considéré comme uttama, tandis qu'un instrument fabriqué à partir du bois de jacquier est considéré comme adhama.

### Mesures
Natya Manorama ordonne que le mardala mesure environ une coudée et demie de long. La face gauche doit être comprise entre douze et treize angles et la face droite doit être la moitié ou un angle de moins que la face gauche.

### Fabrication
Le processus de fabrication d'un Mardala est décrit en détail dans le Natya Manorama. Le mardala est plus épais au milieu qu'à ses extrémités. Une pâte appelée kharali est appliquée sur la face de jeu du Mardala dans une forme ronde. La préparation du kharali est un processus long et délicat, nécessitant les ingrédients suivants : paunsa (cendre), geru (craie rouge), bhata (riz bouilli), chuda (riz aplati), harida (fruit de l'arbre myrobalan noir) et gruau aigre. Ceci est appliqué sur la face droite du mardala. Le purika est appliqué sur la face gauche pour produire un son agréable. La préparation du purika utilise du bhata (riz bouilli), du lia (riz soufflé) ou du paunsa (cendres). Une fois terminé, l'instrument est séché au soleil. Une fois séchée, la pâte est réappliquée et à nouveau séchée au soleil, et ce processus est répété au moins douze fois avant de juger le shruti (ton) de l'instrument. L'instrument est ensuite solidement attaché avec du pata-suta ou des bandes de cuir et prêt à être joué.
Le jeu du mardala est basé sur le tala-paddhati ou système rythmique de la musique odissi, Un tâla est une structure rythmique dans la musique indienne. Les talas utilisés dans la musique odissi sont distinctifs et ne se retrouvent pas dans d'autres systèmes de musique indienne. Le jeu de l'instrument suit une grammaire classique stricte.

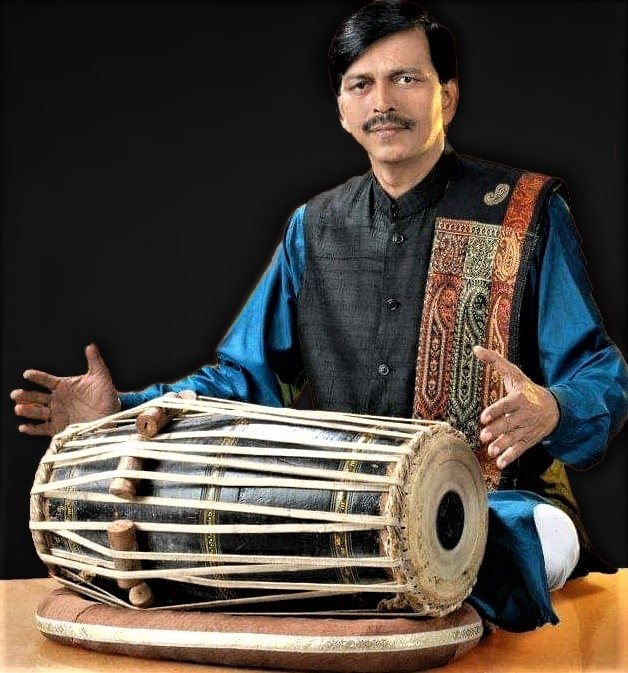
Guru Dhaneswar Swain, récipiendaire du prix Sangeet Natak Akademi en 2013 pour sa contribution à odissi Music et Mardala

Éminents gourous d'odissi Mardala
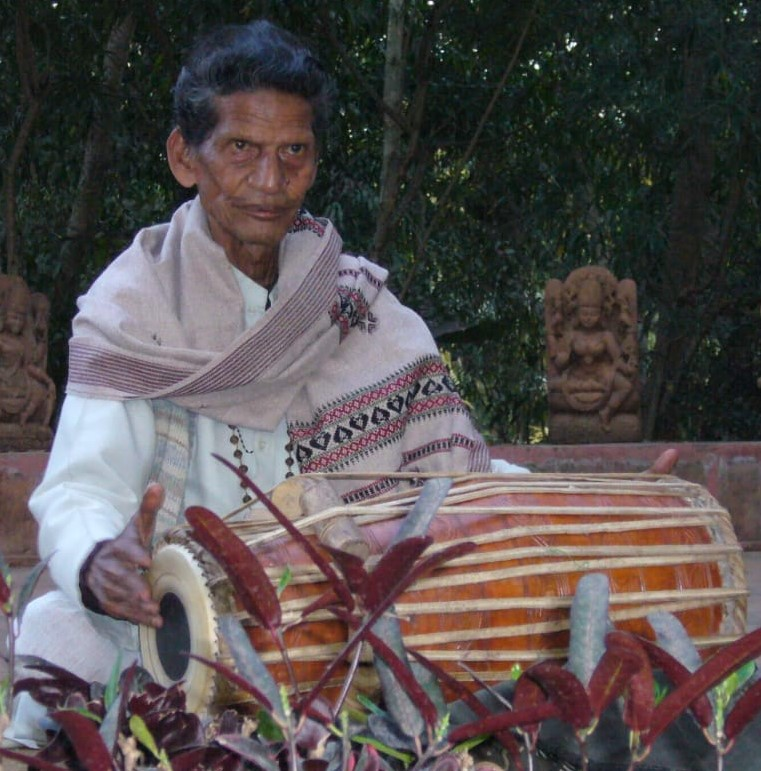
Guru Birabara Sahu, représentant vétéran de Gotipua
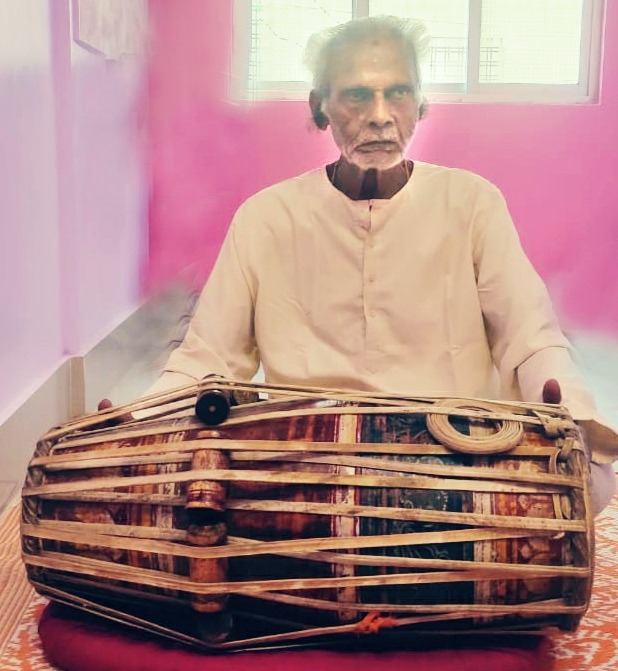
Guru Basudeba Khuntia
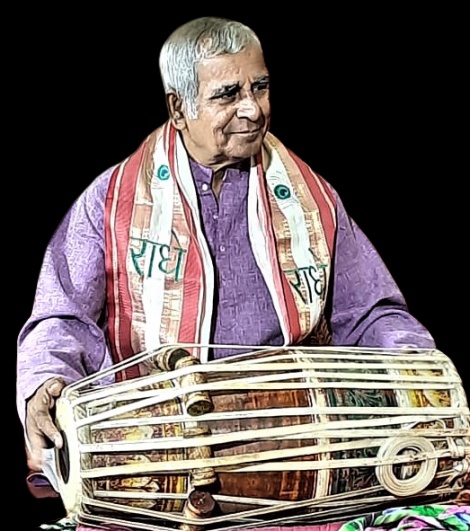
Guru Rabinarayan Panda
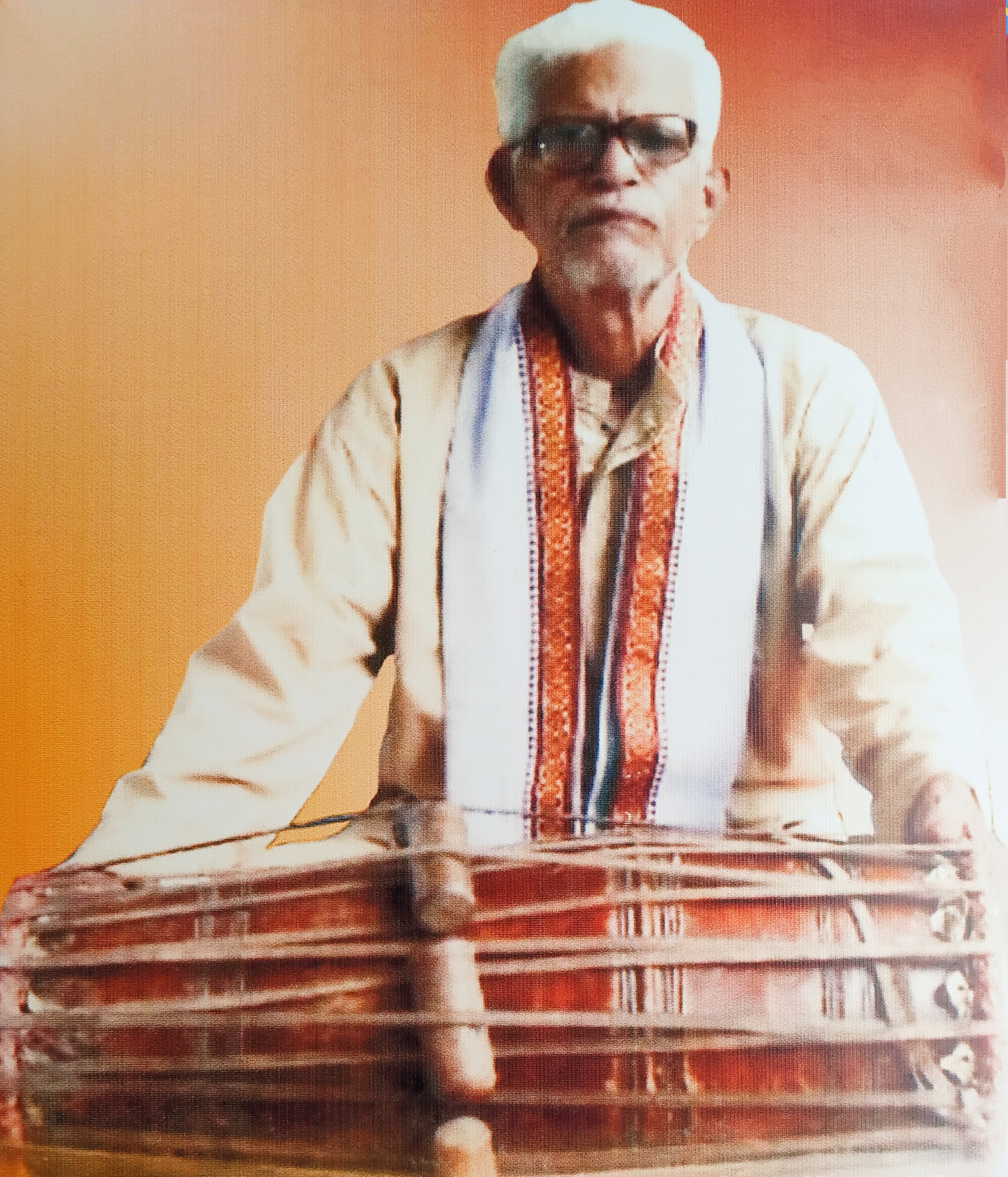
Guru Maguni Das, représentant vétéran de Gotipua
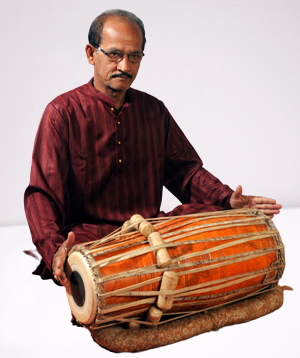
Guru Janardana Dash
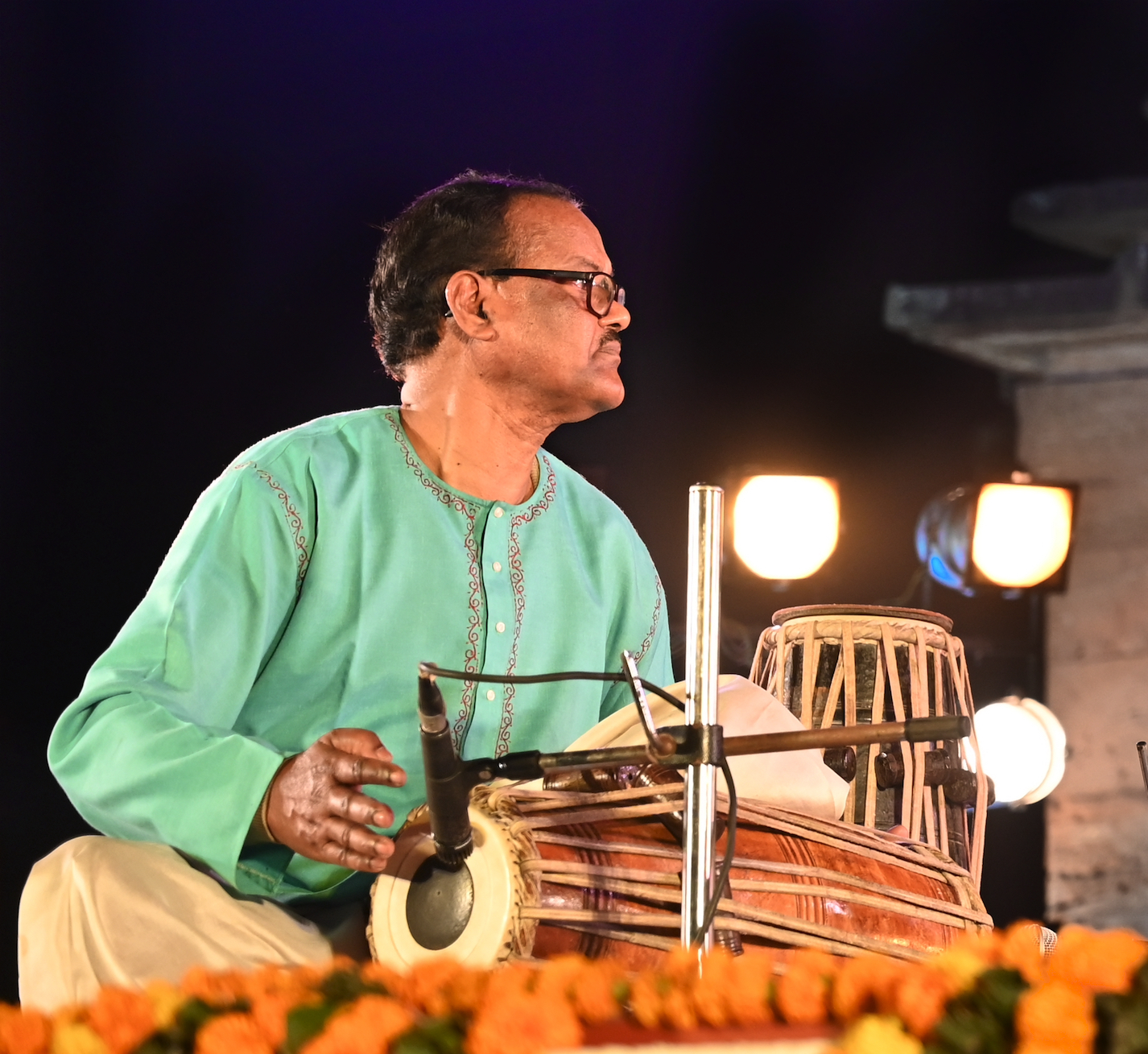
Guru Niranjan Patra
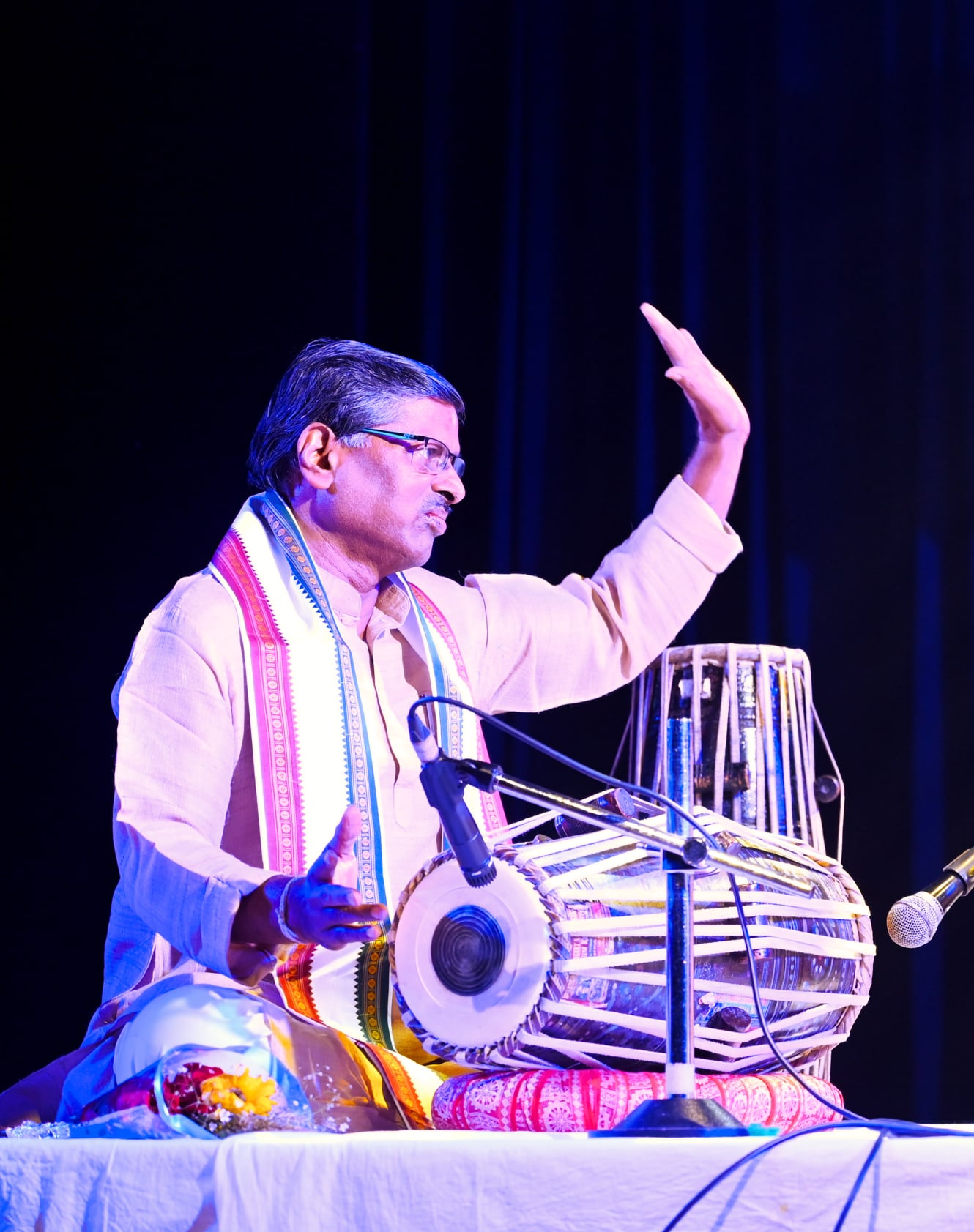
Guru Sachidananda Das, lauréat du prix Odisha Sangeet Natak Akademi
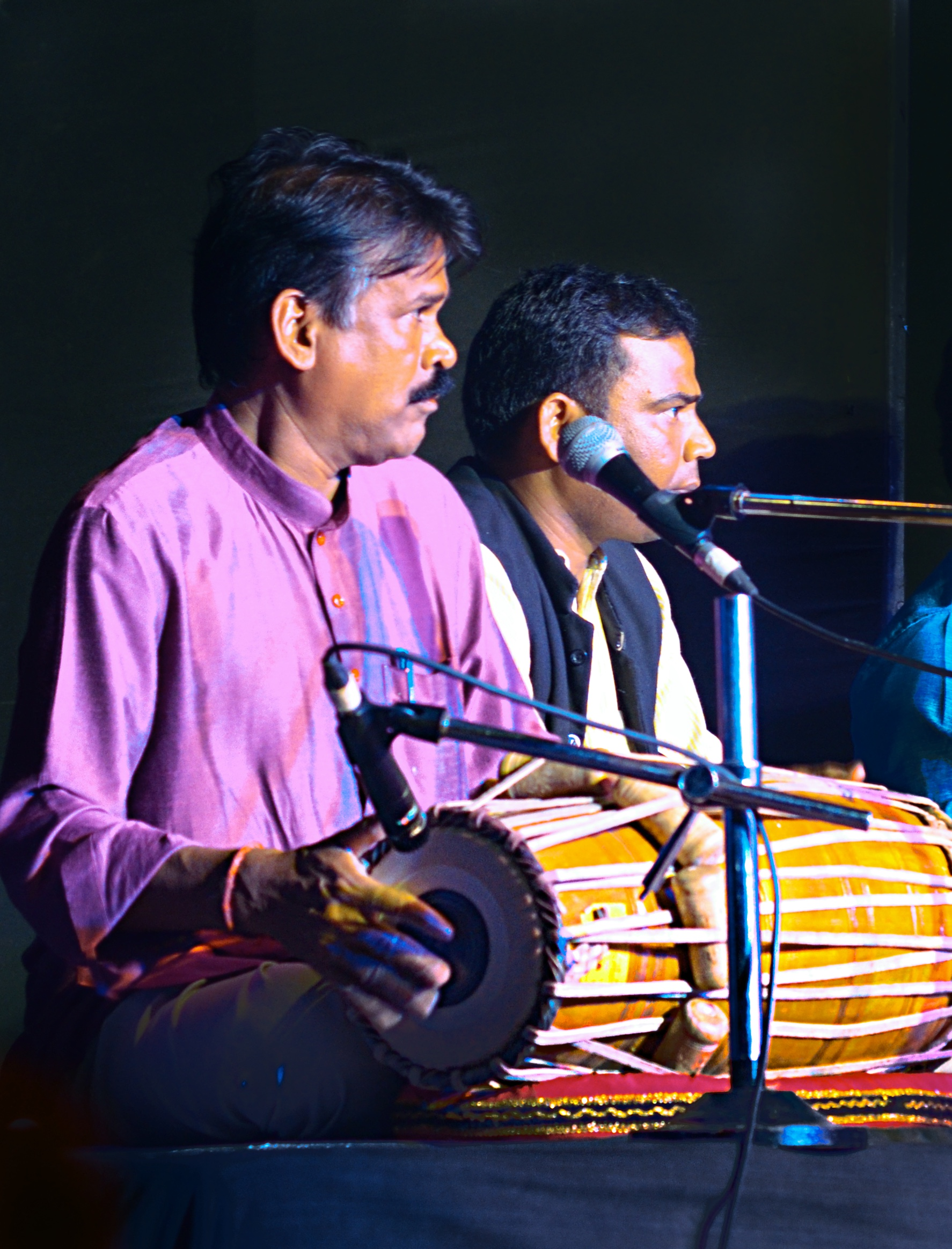
Guru Bijaya Kumar Barik
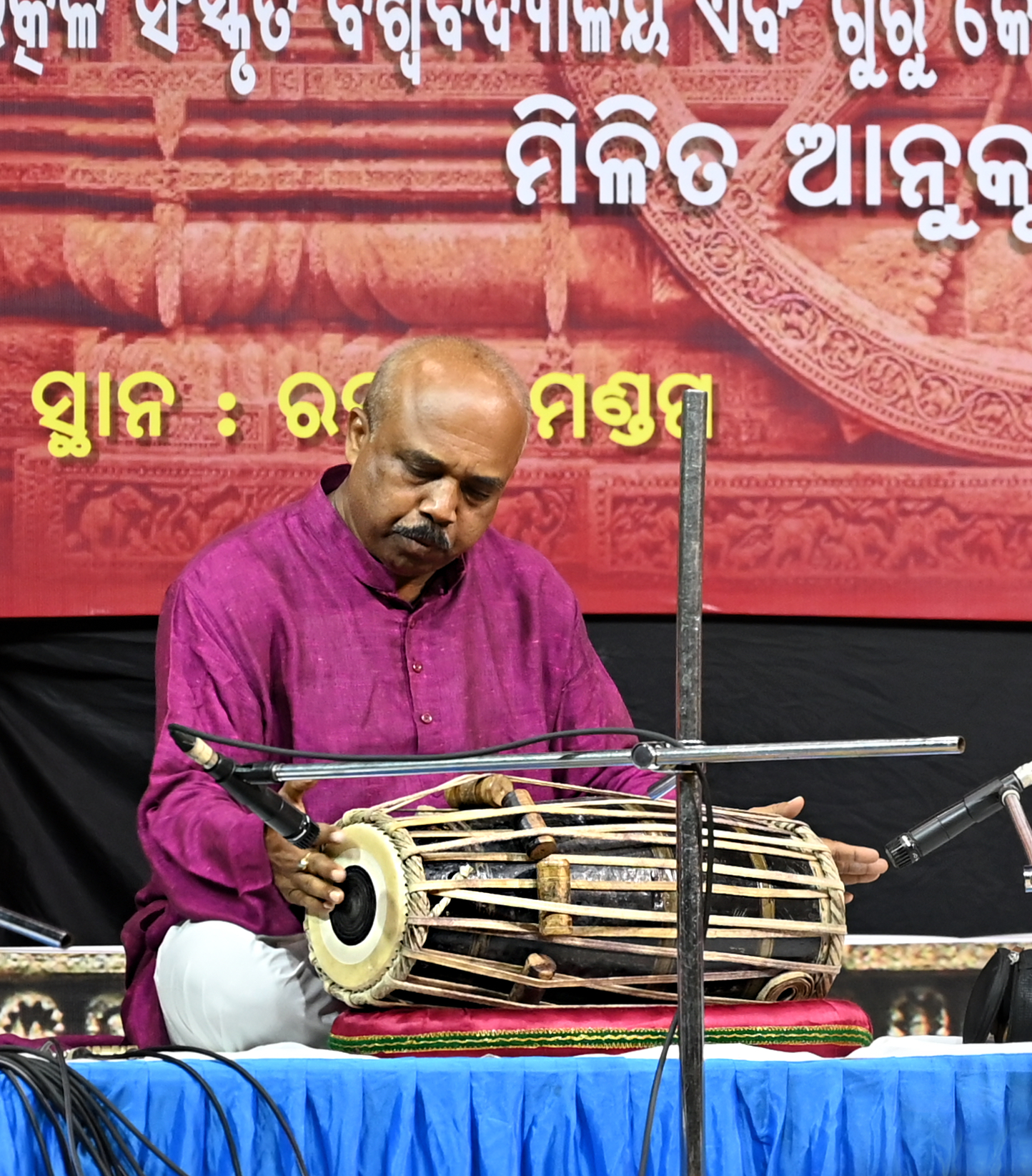
Guru Jagannath Kuanr
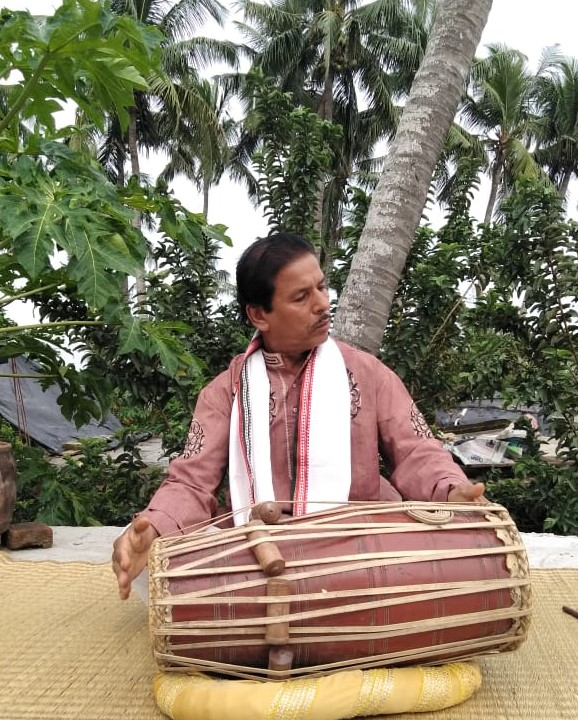
Guru Chintamani Raut
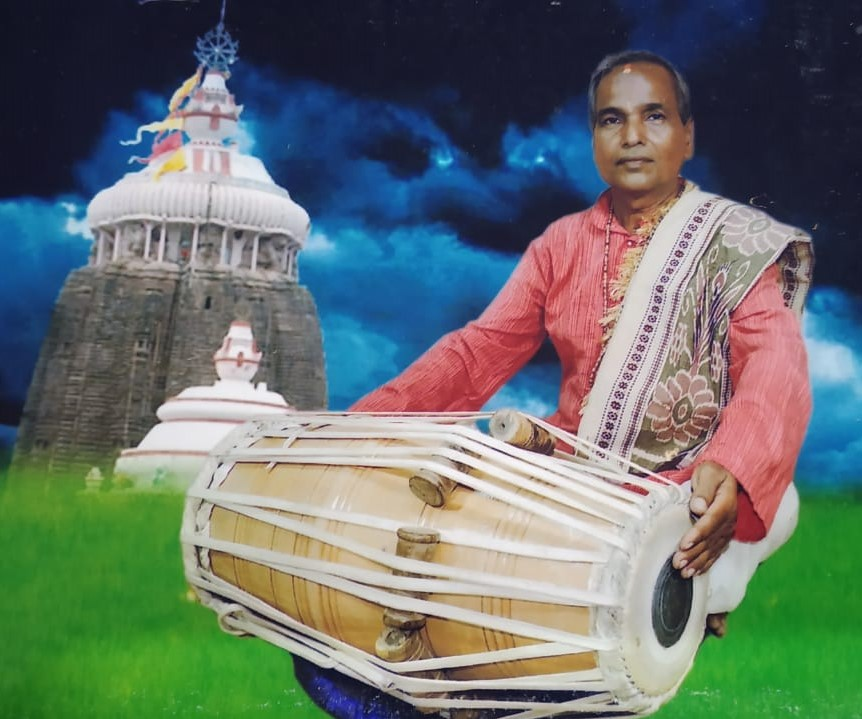
Guru Maheswar Mohapatra
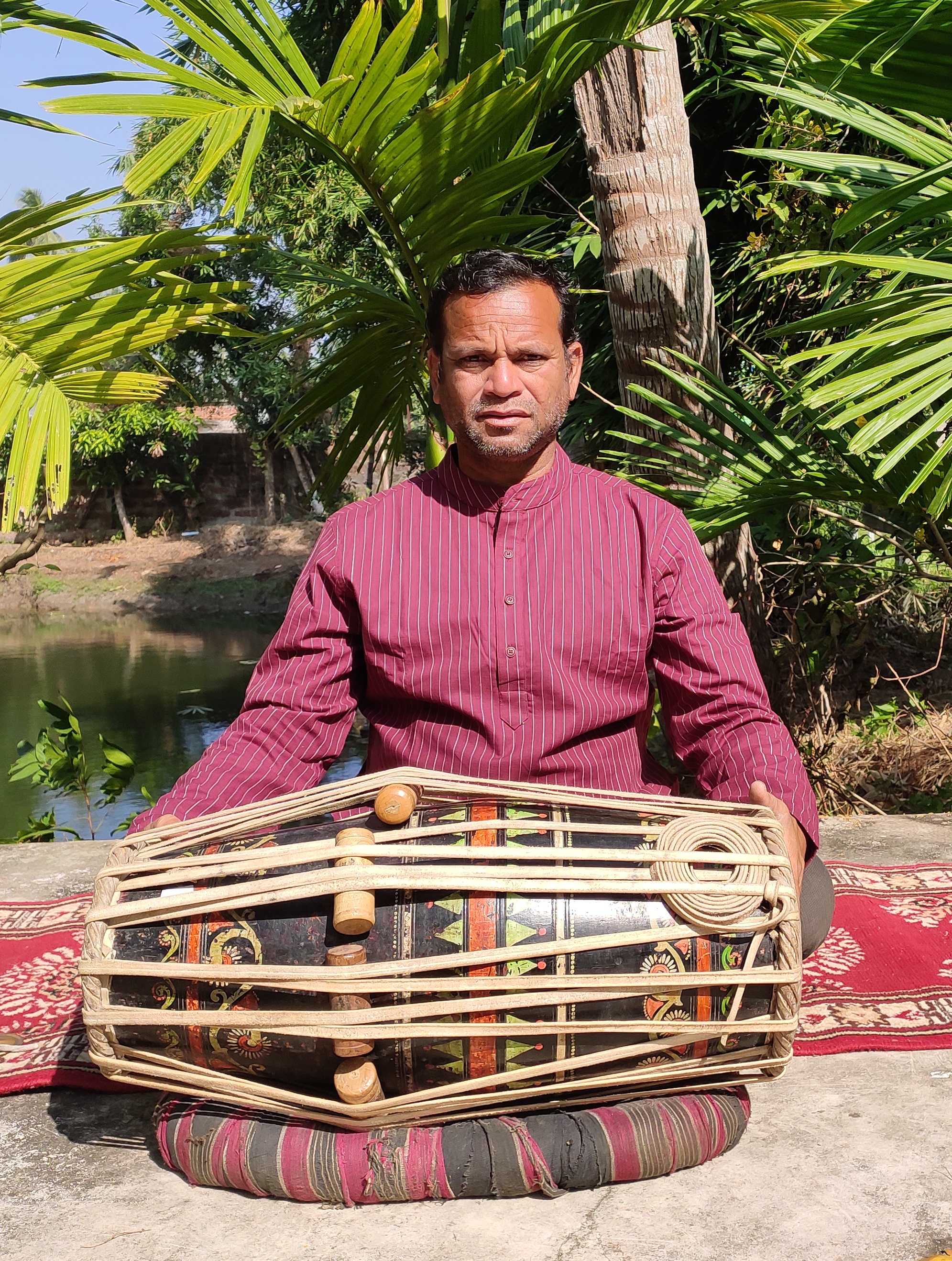
Guru Sarat Kumar Samantaray
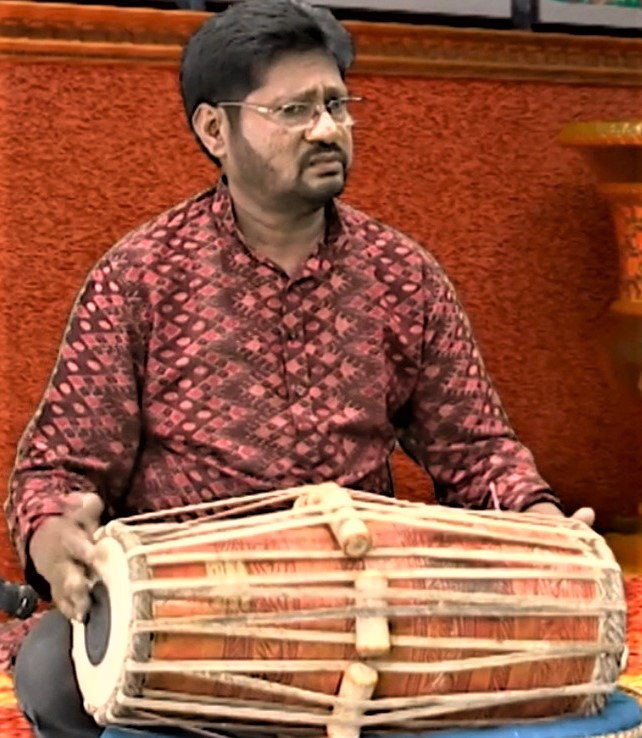
Guru Gouranga Charan Mahala
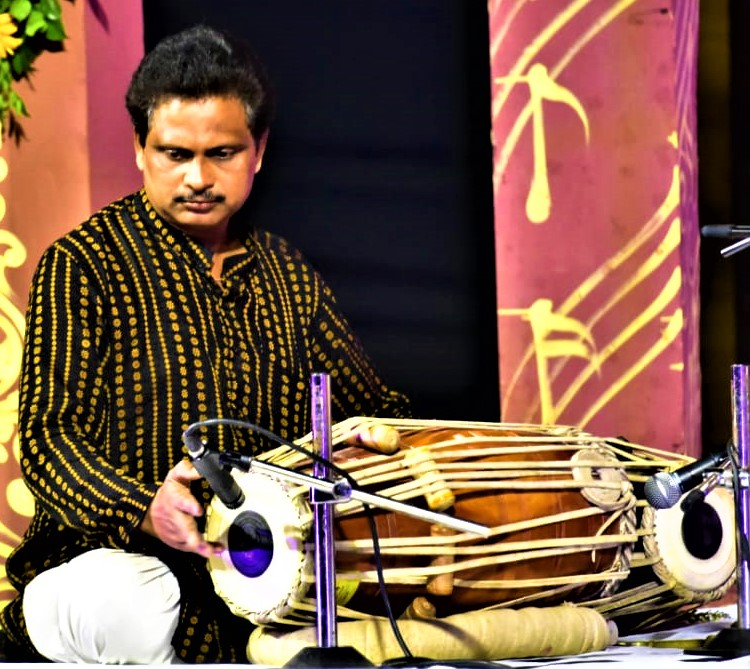
Guru Dibakar Parida